# Le Puy (Doubs)
Le Puy è un comune francese di 87 abitanti situato nel dipartimento del Doubs nella regione della Borgogna-Franca Contea.

## Società

### Evoluzione demografica
Abitanti censiti